# John Armstrong Smith
John Armstrong Smith (* 23. September 1814 in Hillsboro, Highland County, Ohio; † 7. März 1892 ebenda) war ein US-amerikanischer Politiker. Zwischen 1869 und 1873 vertrat er den Bundesstaat Ohio im US-Repräsentantenhaus.

## Werdegang
John Smith studierte bis 1834 an der Miami University in Oxford. Nach einem Jurastudium und seiner 1835 erfolgten Zulassung als Rechtsanwalt begann er in Hillsboro in diesem Beruf zu arbeiten. Gleichzeitig schlug er eine politische Laufbahn ein. Im Jahr 1841 saß er als Abgeordneter im Repräsentantenhaus von Ohio; 1850 war er Delegierter auf einem Verfassungskonvent seines Staates. Später schloss er sich der 1854 gegründeten Republikanischen Partei an.
Bei den Kongresswahlen des Jahres 1868 wurde Smith im sechsten Wahlbezirk von Ohio in das US-Repräsentantenhaus in Washington, D.C. gewählt, wo er am 4. März 1869 die Nachfolge von Reader W. Clarke antrat. Nach einer Wiederwahl konnte er bis zum 3. März 1873 zwei Legislaturperioden im Kongress absolvieren. Im Jahr 1870 wurde der 15. Verfassungszusatz ratifiziert. Nach dem Ende seiner Zeit im US-Repräsentantenhaus praktizierte Smith wieder als Anwalt. Im Jahr 1873 war er nochmals Delegierter auf einem Verfassungskonvent für Ohio. Er starb am 7. März 1892 in Hillsboro, wo er auch beigesetzt wurde.